# Іванов Олег Вікторович
Олег Вікторович Іванов (рос. Олег Викторович Иванов; нар. 29 липня 1967, Сходня, Хімкінський район, Московська область, РРФСР) — радянський футболіст, півзахисник. Майстер спорту СРСР (1990).

## Життєпис
Вихованець ДЮСШ «Динамо» (Москва). У 1982 році зарахований до дубля «Динамо» (Москва), де провів 1 гру. Потім була служба в армії, після якої він з'явився у клубі 2-ї ліги «Динамо» (Кашира). У 1986—1989 році грав за «Червону Пресня». Наприкінці 1989 року перейшов у «Спартак» (Москва), де зі змінним успіхом грав 2 роки. У складі «Спартака» також брав участь у Кубок Європейських чемпіонів 1990/91 років, де команда дійшла до півфіналу.
У 1992 році разом зі своїм одноклубником Валерієм Поповичем виїхав до Фінляндії. Виступав за фінські команди ТПВ (Тампере), «Ільвес» (Тампере), «Гака» (Валкеакоскі), «Коткан ТП» (Котка), «Лахті» та данський клуб «Ікаст».
У 1993 році за результатами опитування серед головних тренерів вищого дивізіону Фінляндії визнаний найкращим легіонером року.
Разом із фінським клубом «Гака» (Валкеакоскі) неодноразово брав участь у єврокубках. У футболці «Гаки» виграв чотири чемпіонати та один кубок Фінляндії. Іванов і Попович були названі однією з найкращих невідомих пар ліги, а їх спільну гру в кращому випадку було неможливо зупинити. Іванова обрали до списку легенд Вейккаусліги.
У сезоні 2001/02 років виступав за футзальний клуб «Гепарді» (Тойяла).
У 2002 грав за «Гаку» (Валкеакоскі) та «Гямілінну», а у 2003 році — за «Віілан Пелі-Вейкот» (Вііяла). Водночас до липня 2003 року у вище вказаному клубі працював головним тренером.
З липня 2003 року — головний тренер «Палло-Сепот 44» (Валкеакоскі). Має тренерський диплом категорії Б.